# كارل جوسيف فون باكمان
كارل جوزف أنطون ليوديغار فون باخمان (3 ديسمبر 1734 – 3 سبتمبر 1792)، ضابط في الجيش الملكي الفرنسي برتبة مارشال دي كامب (تعادل تقريبًا رتبة لواء في الجيوش الحديثة)، خدم خلال حرب السنوات السبع. يُعرف بشكل خاص بكونه قائد الحرس السويسري خلال انتفاضة 10 أغسطس 1792 في فرنسا.